# Herman Van Rompuy
Herman Van Rompuy ( [ˈɦɛɾmɑn vɑn ˈɾɔmpœy̆]IPA, narozen jako Herman Achille Van Rompuy, * 31. října 1947, Etterbeek, Belgie) je belgický vlámský politik a člen Křesťanskodemokratické vlámské strany (CD&V). Od 1. prosince 2009 do 30. listopadu 2014 byl prvním stálým předsedou Evropské rady. Předtím zastával post belgického předsedy vlády. V minulosti působil také v několika ministerských funkcích, například ministra financí.

## Politický život
Dne 19. listopadu 2009 byl na mimořádném summitu Evropské unie v Bruselu zvolen Evropskou radou na 2,5leté funkční období do nově vzniklé funkce, zavedené Lisabonskou smlouvou, jejímž oficiálním názvem je stálý předseda Evropské rady, neoficiálním pak prezident Evropské unie. Funkce se formálně ujal 1. prosince 2009 a 30. listopadu 2014 ji předal Donaldu Tuskovi.
Ve funkci premiéra Belgie se kromě mírnění dopadu hospodářské krize snažil uklidnit napjatou situaci mezi valonskou a vlámskou částí Belgie, kterou předtím jako vůdce opozice sám pomáhal vyvolat, aby tak způsobil vládě potíže. Je zastáncem restriktivní rozpočtové politiky, odpůrcem extremismu, zastáncem federalistického směřování Evropské unie a odpůrce vstupu Turecka do EU.
Kromě rodné vlámštiny hovoří rovněž francouzsky a anglicky. Napsal několik knih o ekonomii a politice a píše básně ve stylu japonského haiku.
Na počátku své politické dráhy byl konzervativním katolíkem, ke katolicismu se stále hlásí, ale ne všichni to považují za adekvátní. Konzervativní katolický novinář Paul Beliën, který dřív býval jeho spojencem, jej v této souvislosti a ve vztahu k demokracii označil za Sarumana.

## Vyznamenání a ocenění
- komtur Řádu Leopolda – Belgie, 22. května 2003[7]
- velkostuha Řádu Leopolda – Belgie, 23. prosince 2009[8]
- velkodůstojník Řádu čestné legie – Francie, 2011[9]
- velkodůstojník Národního řádu Pobřeží slonoviny – Pobřeží slonoviny, 7. srpna 2012[9]
- velkokříž Národního řádu Beninu – Benin, 18. dubna 2014[10]
- Řád bílého dvojkříže II. třídy – Slovensko, 30. dubna 2014 – udělil prezident Ivan Gašparovič[9][11]
- velkokříž Řádu Oranžsko-Nassavského – Nizozemsko, 10. října 2014
- Řád za mimořádné zásluhy – Slovinsko, 26. října 2015 – za přínos k rozvoji Evropské unie a jeho zvláštní zájem o rovnost národů Evropské unie[12][13]
- Řád vycházejícího slunce I. třídy – Japonsko, 25. ledna 2016[14]
- velkokříž Řádu rumunské hvězdy – Rumunsko
- Cena Karla Velikého – Cáchy, 29. května 2014[15]